# Інерція зору

Анімація з частотою 12 кадрів на секунду

Інерція зору (персистенція від лат. persist — постійно перебувати, залишатися) — психофізична особливість зорового сприйняття дискретних послідовних зображень так, якби вони були безперервними.
На цій особливості базуються принципи кінематографу, оскільки будь-яке зображення (в кіно або на екрані монітора) являє собою безліч швидко змінюваних зображень.
Тривалість персистенції залежить від інтенсивності світла, яка відбиває або випромінює предмет, а також кольору і становить частки секунди.
З моменту появи терміна "персистенція зору" вважалося, що він пояснює сприйняття руху в оптичних іграшках, таких як фенакістископ і зоотроп, а згодом і в кінематографі. Однак ця теорія була піддана сумніву ще до прориву кінематографа в 1895 році. Якщо "стійкість зору" пояснювати як "злиття мерехтінь", то це можна вважати причиною того, що темні проміжки не переривають безперервного враження від зображуваної сцени. Ілюзія руху в результаті швидкої переривчастої демонстрації послідовних зображень є стробоскопічним ефектом, який детально описав винахідник Саймон Стампфер.